# Triaenodes reclusus
Triaenodes reclusus là một loài Trichoptera trong họ Leptoceridae. Chúng phân bố ở miền Australasia.